# Тридцать третье правительство Израиля
Тридцать третье правительство Израиля (ивр. ממשלת ישראל השלושים ושלוש‎) — правительство Израиля (2013—2015), сформировано Биньямином Нетаньяху, также получило известность как третье правительство Нетаньяху.
В состав правительства не вошли представители ультраортодоксальной еврейской общины Израиля. Также в нём нет вице-премьеров.

## Министры
2013—2014
- Биньямин Нетаниягу — Премьер-министр
- Авигдор Либерман — Министр иностранных дел (Наш дом — Израиль)
- Моше Яалон[2] — Министр обороны (Ликуд)
- Гидеон Саар — Министр внутренних дел (Ликуд)
- Юваль Штайниц — министр по делам разведслужб и комиссии по атомной энергии, стратегического планирования (Ликуд)
- Яир Лапид — Министр финансов (Йеш Атид)
- Нафтали Беннет — Министр экономики (Еврейский дом)
- Ури Орбах — Министр по делам пенсионеров (Еврейский дом)
- Яаков Пери — Министр науки, технологии и космоса (Йеш Атид)
- Ципи Ливни — Министр юстиции (Ха-Тнуа)
- Амир Перец — Министр по охране окружающей среды (Ха-Тнуа)
- Яэль Герман — Министр здравоохранения (Йеш Атид)
- Ицхак Ааронович — Министр внутренней безопасности (Наш дом — Израиль)
- Шай Пирон — Министр образования (Йеш Атид)
- Меир Коэн — Министр социального обеспечения (Йеш Атид)
- Ури Ариэль — Министр строительства (Еврейский дом)
- Исраэль Кац — Министр транспорта, национальной инфраструктуры и безопасности дорожного движения (Ликуд)
- Узи Ландау — Министр туризма (Наш дом — Израиль)
- Софа Ландвер — Министр абсорбции Израиля (Наш дом — Израиль)
- Лимор Ливнат — министр культуры и спорта (Ликуд)
- Сильван Шалом — Министр развития Негева и Галилеи, регионального сотрудничества, энергетики и водоснабжения (Ликуд)
- Яир Шамир — Министр сельского хозяйства и развития сёл (Наш дом — Израиль)
- Гилад Эрдан — Министр связи и тыла (Ликуд)

2014—2015
- Биньямин Нетаниягу — Премьер-министр, Министр связи, по делам Иерусалима и диаспоры (Ликуд)
- Авигдор Либерман — Министр иностранных дел (Наш дом — Израиль)
- Моше Яалон — Министр обороны (Ликуд)
- Гилад Эрдан — Министр внутренних дел и тыла (Ликуд)
- Юваль Штайниц — министр по делам разведслужб и комиссии по атомной энергии, стратегического планирования (Ликуд)
- Нимрод Сапир — Министр финансов
- Нафтали Беннет — Министр экономики (Еврейский дом)
- вакансия — Министр по делам пенсионеров
- Яаков Пери* — Министр науки, технологии и космоса (Йеш Атид)
- вакансия — Министр юстиции
- вакансия — Министр по охране окружающей среды
- Яэль Герман* — Министр здравоохранения (Йеш Атид)
- Ицхак Ааронович — Министр внутренней безопасности (Наш дом — Израиль)
- вакансия — Министр образования
- Меир Коэн — Министр социального обеспечения (беспартийный)
- Ури Ариэль — Министр строительства (Еврейский дом)
- Исраэль Кац — Министр транспорта, национальной инфраструктуры и безопасности дорожного движения (Ликуд)
- Узи Ландау — Министр туризма (Наш дом — Израиль)
- Софа Ландвер — Министр абсорбции Израиля (Наш дом — Израиль)
- Лимор Ливнат — министр культуры и спорта (Ликуд)
- Сильван Шалом — Министр развития Негева и Галилеи, регионального сотрудничества, энергетики и водоснабжения (Ликуд)
- Яир Шамир — Министр сельского хозяйства и развития сёл (Наш дом — Израиль)

## Заместители министров
- Эли Бен-Дахан — заместитель министра по делам религий (Еврейский дом).
- Авраам Ворцман — заместитель министра образования (Еврейский дом).
- Дани Данон — заместитель министра обороны (Ликуд).
- Фаина Киршенбаум — заместитель министра внутренних дел (НДИ).
- Мики Леви — заместитель министра финансов (Йеш Атид).
- Ципи Хотовели — заместитель министра транспорта (Ликуд).
- Зеэв Элькин — заместитель министра иностранных дел (Ликуд)